# Équipe de Taipei chinois de rugby à sept
L'équipe de Taipei chinois de rugby à sept (chinois traditionnel : 中華台北七人制橄欖球代表隊 ; pinyin : Zhōnghuá táiběi qīrén zhì gǎnlǎnqiú dàibiǎo duì) est l'équipe qui représente Taïwan dans les principales compétitions internationales de rugby à sept au sein des World Rugby Sevens Series.

## Histoire

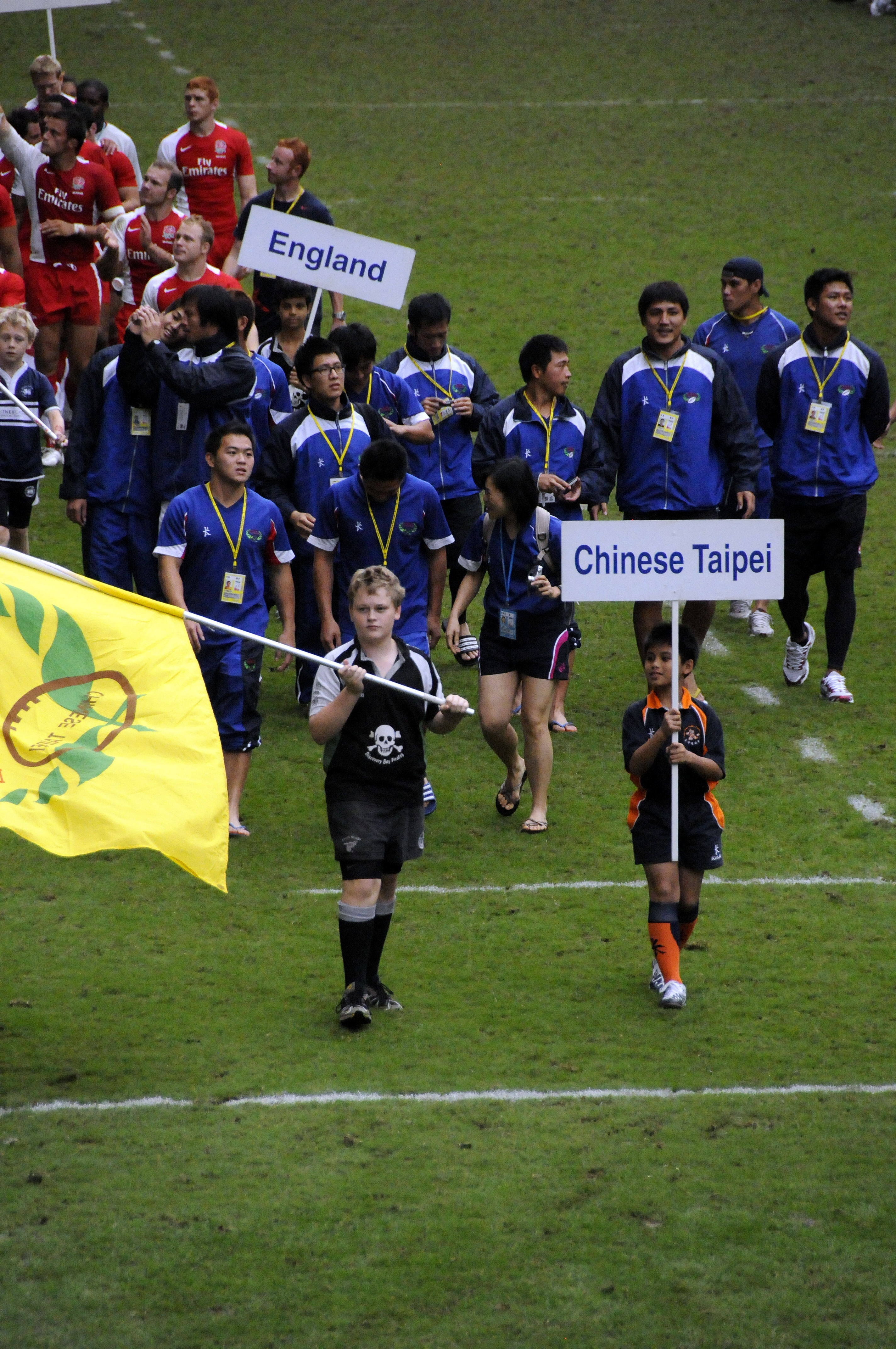
Équipe de Taipei chinois à sept lors de la cérémonie d'ouverture du Tournoi de Hong Kong de 2009.

L'équipe est régulièrement invitée aux premières éditions du Tournoi de Hong Kong de rugby à sept. Elle est exceptionnellement entraînée par l'ancien international à sept fidjien Waisale Serevi pour l'édition de 2008.

## Palmarès
- World Rugby Sevens Series :
  - Tournoi de Hong Kong de rugby à sept :
    - Finaliste du Shield : 2006[3].

  - Tournoi de Singapour de rugby à sept :
    - Vainqueur du Shield : 2005.
- Jeux asiatiques :
  - Médaille d'argent : 2002 (en)[4].